# Джимены
«Джимены» (англ. G Men) — американский криминальный фильм режиссёра Уильяма Кейли, который вышел на экраны в 1935 году. «Джимены» переводится как «правительственные агенты».
Фильм рассказывает о начинающем сотруднике Федерального бюро расследований (Джеймс Кэгни), который ведёт безжалостную борьбу с бандой гангстеров. Фильм был сознательно сделан как попытка противостоять беспокоившей политиков тенденции восхваления преступников в начале 1930-х годов.
В большинстве современных копий картины есть краткий пролог, добавленный при релизе фильма в 1949 году в год 25-летия ФБР. В этой сцене высокопоставленный агент (его играет Дэвид Брайан) представляет картину группе молодых сотрудников ФБР как пособие по истории бюро.

## Сюжет
Молодой адвокат Джеймс «Брик» Дэйвис (Джеймс Кэгни) год назад окончил университет, после чего открыл в Нью-Йорке собственный офис, однако у него практически нет клиентов, так как он отказывается защищать гангстеров и преступников. Однажды к нему приезжает университетский товарищ Эдди Бьюкенен (Реджис Туми), который, видя проблемы своего друга, предлагает поступить на государственную службу в качестве джимена (агента правительственного бюро расследований), где служит сам Эдди. Брик не готов сразу принять это предложение, однако после того, как гангстеры убивают Эдди во время выполнения задания, решает отомстить за друга и меняет своё мнение. Он пишет заявление в Бюро расследований Министерства юстиции с просьбой принять его на службу, после чего сообщает о своём решении старшему товарищу, мафиозному боссу «Маку» Маккею (Уильям Хэрриган). Мак, который относится к Брику как к родному сыну и полностью оплатил его учёбу в университете, поддерживает его решение, далее сообщая, что решил продать все свои предприятия и выйти из криминала. Перед отъездом в Вашингтон для оформления на новую работу Брик навещает ночной клуб Маккея, для того, чтобы попрощаться с певицей и танцовщицей Джин Морган (Энн Дворак), которая испытывает к нему очевидные романтические чувства. После приёма на службу Брика направляют на учёбу в школу подготовки агентов в Вашингтоне, где его наставником становится опытный агент Джефф Маккорд (Роберт Армстронг), который рвётся на оперативную работу, однако начальство поручает ему работу с рекрутами. Поначалу во время спортивных тренировок по боксу, борьбе и стрельбе Маккорд открыто издевается и насмехается над молодым и неопытным гражданским юристом Бриком. Однако вскоре выясняется, что в драке Брик умеет постоять за себя, отлично стреляет и, кроме того, быстро учится. В школе Брик знакомится с опытным агентом Хью Фарреллом (Ллойд Нолан), который помогает ему в подготовке, а также с Кэй (Маргарет Линдси), привлекательной сестрой Маккорда, которая недавно окончила курсы медсестёр и работает в больнице.
Вскоре происходит крупное ограбление банка, которое сопровождается перестрелкой с человеческими жертвами, однако бандитам удаётся скрыться с места преступления вместе с добычей. Следствие получает в своё распоряжение автомобили налётчиков, их отпечатки пальцев, а также пули, однако не может идентифицировать ни одного из них. Увидев в салоне бандитского автомобиля цветок гардении, Брик сообщает следователям, что, по всей видимости, это дело рук Лиггета (Эдвард Поли), одного из подручных Маккея, который всегда одевал на дело в петлицу этот цветок. Сопоставив отпечатки пальцев, следователи убеждаются в том, что в деле действительно участвовала банда Лиггета, которая образовалась после развала организации Маккея. Кроме того, как выясняется, оружие банды использовалось при убийстве Эдди. Брик, который по-прежнему намерен отомстить за смерть друга, просит начальство направить его в Нью-Йорк для разгрома банды Лиггета, однако начальство отказывает ему, требуя сначала окончить школу. Брик получает телеграмму от Мака, который полностью завязал с преступным бизнесом, продал все свои предприятия в Нью-Йорке, купил тихий уединённый пансионат в Висконсине и теперь направляется туда на постоянное место жительства. При встрече Брик спрашивает Маккоя, готов ли тот теперь сотрудничать с правительственными органами, однако тот отказывается, говоря, что не будет работать ни на кого. Информацию о встрече Мака и Брика доходит до Маккорда, которому Брик честно рассказывает о своих отношениях с бывшим гангстером и просит оставить его на службе, и Маккорд после некоторого размышления соглашается. Тем временем, люди Маккоя, выйдя из-под его контроля, совершают серию дерзких ограблений банков и других преступлений в различных городах Среднего Запада. Существующие законы не позволяют федеральным агентам носить оружие и самостоятельно производить аресты, так как это юрисдикция органов правопорядка конкретного штата. Руководство Бюро расследований выходит на уровень Конгресса с предложением принять законы, существенно расширяющие права агентов Бюро, и ввиду стремительно роста опасных преступлений межштатовского характера такие законы быстро принимаются.
Фаррелла направляют в Нью-Йорк во главе группы агентов с целью уничтожить банду Лиггетта, и Брик, который прекрасно знает ситуацию в Нью-Йорке и многих бывших людей Мака, передаёт Фарреллу на них всю информацию. Фарреллу удаётся выследить и арестовать банду Лиггетта, однако в решающей перестрелке убивают его самого и троих его людей, при этом Лиггетту удаётся скрыться. На место Фаррелла назначают Маккорда, направляя его в Чикаго. Маккорду разрешают сформировать собственную команду из пяти агентов, в которую он включает и Брика. Довольно быстро Брику удаётся найти значительную часть похищенных денег и арестовать Лиггетта, и его работа получает высокую оценку от Маккорда и уважение коллег. Вскоре неожиданно для Брика на допрос вызывают Джин, которая после закрытия ночного клуба вышла замуж за Коллинса (Бартон Маклейн), который был членом банды Мака, а после Лиггетта стал её главарём. Во время доверительного разговора она сообщает Брику, что решила уйти от Коллинса, когда узнала, что он убил двух копов. Она случайно проговаривается, что Коллинс может скрываться в пансионе Мака в Висконсине, и Брик немедленно направляет туда группу захвата. Тем временем гангстеры устроили в пансионате пьяную гулянку, а Мака привязали к стулу и издеваются над ним. Когда к пансионату подъезжают автомобили полиции, начинается ожесточённая перестрелка. После того, как агенты бросают в помещение шашки со слезоточивым газом, гангстеры вынуждены выйти на улицу, прикрываясь Маком. Не разглядев его в темноте, Брик открывает огонь, убивая Мака, однако перед смертью тот прощает его. Банду уничтожают, однако Коллинзу удаётся уйти. Глубоко подавленный убийством друга, Брик сдаёт Маккорду оружие и значок, однако Маккорд уговаривает его остаться, пока они не возьмут Коллинса. В поисках Коллинса Брик и Маккорд приезжают домой к Джун. Туда уже добрался Коллинз, отослав жену в магазин за виски. Когда появляются агенты, он открывает огонь, и Брик прикрывает Маккорда, получая ранение в плечо, и в это время Коллинс успевает убежать. Брик попадает в госпиталь, где за ним ухаживает Кэй. Его навещает Джун, решая помочь ему поймать мужа. Вечером, когда Кэй выходит из госпиталя, Коллинс берёт её в заложники, намереваясь использовать её как прикрытие во время побега в Канаду. Джин выясняет адрес автомастерской, где Коллинс держит Кэй, после чего звонит Брику из телефона-автомата, однако Коллинс узнаёт о её предательстве и убивает её в момент разговора. Услышав в трубку выстрелы, перебинтованный Брик срывается с больничной койки и мчится к Джин, и перед самой смертью она успевает прошептать ему адрес автомастерской. Брик находит мастерскую, где убивает одного из подручных Коллинса и освобождает Кэй. Добравшись до автомобиля, Коллинс пытается вырваться наружу и скрыться, однако Брик открывает по машине автоматный огонь, убивая Коллинса, который, потеряв управление, врезается в фонарный столб. Кэй сопровождает Брика обратно в госпиталь. Маккорд в восхищении заявляет, что Брик был великолепен, а Кэй говорит, что «теперь займётся им лично».

## В ролях
| Актёр            | Роль                    |
| ---------------- | ----------------------- |
| Джеймс Кэгни     | «Брик» Джеймс Дэвис     |
| Маргарет Линдси  | мисс Кэй Маккорд        |
| Энн Дворак       | Джин Морган Коллинс     |
| Роберт Армстронг | «Джефф» Джеффри Маккорд |
| Бартон Маклейн   | Брэд Коллинс            |
| Ллойд Нолан      | Хью Фаррелл             |
| Уильям Хэрриган  | «Мак» Маккей            |
| Расселл Хоптон   | Джерард                 |
| Эдвард Поли      | Дэнни Леггетт           |

| Актёр          | Роль                              |
| -------------- | --------------------------------- |
| Эдисон Ричардс | Грегори                           |
| Ноэл Мэдисон   | Дtрфи                             |
| Харольд Хьюбер | Венке                             |
| Монте Блю      | эксперт по отпечаткам пальцев     |
| Реджис Туми    | «Эдди» Эдвард Бьюкенен            |
| Рэймонд Хаттон | предупреждающий Маккорда гангстер |
| Эдвин Максвелл | Джозеф Кратц                      |
| Уорд Бонд      | стрелок на станции                |
| Уилер Окман    | гангстер                          |

## Создание и прокат фильма
Фильм поставлен по роману Грегори Роджерса «Враг общества № 1». За именем Роджерса, по информации Американского института киноискусства, скрывался Дэррил Ф. Занук, который в то время был главным продюсером студии Warner Bros. Хотя его имя и не было указано в титрах, тем не менее, Занук был номинирован на Оскар за лучшую оригинальную историю.
Как отмечено на сайте Американского института киноискусства, Дж. Эдгар Гувер обеспечил фильму поддержку Министерства юстиции и создатели фильма консультировались с ним относительно подбора актёров на главные роли.
Рабочим названием фильма было «Дело Фаррелла».
Фильм был одним из самых кассово успешных в 1935 году. Как отметил Пол Татара, «неожиданный переход Кэгни на сторону правильных парней на полную катушку был отыгран отделом рекламы студии». В результате «фильм стал большим кассовым хитом, и позднее Warner Bros периодически снова выпускала картину в прокат, чтобы заработать ещё немного баксов».
Татара далее отметил, что директор ФБР Дж. Эдвард Гувер был очень доволен бесплатной рекламой его ведомства, которую обеспечил этот фильм. По словам Татары, «Гувер, конечно, был большим хвастуном, который никогда не стеснялся продвигать собственный миф». Однако он «был настолько захвачен идеей создания картин такого рода, что попытался уговорить Франклина Рузвельта разрешить ФБР создать собственную киностудию». Однако Рузвельт, как и следовало ожидать, эту идею не принял.
Когда в 1949 году фильм был переиздан в рамках программы празднования 25-летия ФБР, Warner Bros. добавила к нему пролог с участием Дэвида Брайана. Как отметил историк кино Хэл Эриксон, в добавленном прологе «Брайан в роли преподавателя ФБР советует своим студентам не смеяться над старыми костюмами и слэнгом 1935 года». Однако, «когда смотришь фильм сегодня, именно ненужный комментарий Брайана в начале кажется безнадёжно отсталым, в то время, как сам фильм по-прежнему захватывающий и увлекательный».

## Критика
После выхода фильма на экраны журнал Variety отметил его актуальность, назвав «горячим произведением прямо с первых страниц газет». Однако, как отмечается в рецензии, «помимо этого, в нём нет ничего, кроме слабого сценария, который идёт затасканными путями». «Маленький Цезарь», «Лицо со шрамом» и «Враг общества» показывали зрителю прежде всего гангстерскую деятельность и рассказывали о людях с криминальным сознанием. Этот же фильм построен вокруг «идеи прославления правительственных бойцов, которые очищают общество от убийц», что, к сожалению, не оставляет «шанса показать психологические аспекты персонажей». Кроме того, «фильм построен вокруг ситуаций», которые хорошо известны по историям про таких гангстеров, как Диллинджер и Малыш Нельсон. «Сцены, подобные побоищу на складе в Канзас-Сити, побегу из квартиры в Чикаго, осаде пансионата в Висконсине и ограблениям банков в Канзасе и Миссури» повторяют реальные ситуации из жизни известных гангстеров. Далее рецензент отмечает, что «актёрская игра первоклассна, и это очень помогает фильму. Помимо Кэгни и Роберта Армстронга, которые показывают себя наилучшим образом, там есть ещё и Энн Дворак,… а также Маргарет Линдси, которая с лёгкостью справляется со своей несложной ролью».
Современный киновед Ханс Дж. Воллстейн пишет, что хотя «бывший экранный бандит Джеймс Кэгни и выступает в этом фильме на стороне закона и порядка, тем не менее, это всё тот же старый дерзкий Джимми». Киновед отмечает, что «и на этот раз Warner Bros. не экономит на боеприпасах и трупах». Кроме того, «фильм содержит одну из самых шумных и неистовых перестрелок до появления ленты „Бонни и Клайд“ (1967), в которой к тому же участвует множество бандитских девушек». Иными словами, по мнению Воллстейна, «не многое изменилось с добрых старых доцензурных времён с их буйными и необузданными преступлениями».
Историк кино Пол Татара также обратил особое внимание на игру Джеймса Кэгни и созданный им образ. Он, в частности, написал, что «Кили и сценарист Сетон И. Миллер ловко изменили необузданный образ Кэгни с тем, чтобы он вписался в стандарты только что введённого в действие Производственного кодекса, продолжая давать массам то, что они хотели». Критик напоминает, что «после того, как в течение нескольких лет публика переживала за харизматичных убийц и воров, этот фильм стал попыткой Голливуда сделать героев из хороших парней. И хотя Кэгни был когда-то одним киллеров, его взрывной стиль игры умел завоёвывать зрителя» и в новом для него качестве. Американский актёр и журналист Уилл Роджерс однажды сказал о нём: «Каждый раз, когда я вижу его за работой, мне кажется, что взорвалась связка петард».